# Généthliaque
Le généthliaque (en latin genethliacus), est un devin pratiquant la génésie dans la Rome antique.

## Description
Les chaldéens, les astrologues et les mathématiciens étaient considérés comme des généthliaques. Il leur était accordé beaucoup de crédit. Les généthliaques consultaient à domicile et ceux de la plèbe opéraient dans le Forum et dans le cirque Maxime. 
Bannis par le gouvernement qui les jugeait dangereux, ils continuèrent d'exercer dans l'ombre. 
Étaient aussi appelés généthliaques des discours ou des poèmes rédigés pour la naissance des nouveau-nés.